# Prix Hans-Bethe
Le prix Hans A. Bethe est un prix scientifique décerné chaque année par l'American Physical Society. 
Le prix récompense des travaux exceptionnels en théorie, expérience ou observation dans les domaines de l'astrophysique, de la  physique nucléaire, de l'astrophysique nucléaire ou dans des domaines étroitement liés. Le prix se compose de 10 000 $ et d'un certificat mentionnant les contributions du récipiendaire.
Le prix Hans Bethe est doté de contributions de la Division d'astrophysique, de la Division de physique nucléaire et d'amis du lauréat du prix Nobel Hans A. Bethe pour lui rendre hommage pour ses nombreuses et remarquables réalisations en astrophysique et en physique nucléaire.
Le prix est décerné chaque année depuis 1998.

## Récipiendaires
- 1998 : John Norris Bahcall : "Pour ses travaux fondamentaux sur tous les aspects théoriques du problème des neutrinos solaires et ses importantes contributions à d'autres domaines de l'astrophysique nucléaire".
- 1999 : Edwin Ernest Salpeter : "Pour des contributions de grande envergure à la physique nucléaire et atomique et à l'astrophysique, y compris la réaction triple alpha, le criblage électronique des réactions nucléaires, l'émission à courant chargé de neutrinos et la forme de la fonction de masse initiale stellaire".
- 2000 : Igal Talmi : "Pour un travail de pionnier sur le modèle de coque du noyau qui a jeté les bases d'une grande partie de ce que nous savons sur la structure nucléaire".
- 2001 : Gerald E. Brown : "Pour ses analyses perspicaces des effets de divers constituants nucléaires sur les interactions et la structure des nucléons, et pour ses contributions à de nouveaux points de vue sur les supernovae, les étoiles à neutrons et la formation des trous noirs".
- 2002 : Gordon Baym : "Pour sa superbe synthèse de concepts fondamentaux qui ont permis de comprendre la matière dans des conditions extrêmes, allant des croûtes et intérieurs d'étoiles à neutrons à la matière à très haute température".
- 2003 : Michael C. F. Wiescher : "Pour ses contributions à la fondation expérimentale de l'astrophysique nucléaire, en particulier la délimitation des processus impliqués dans la combustion explosive d'hydrogène dans les novae et les éclats de rayons X ; et pour avoir fourni un pont intellectuel entre les astrophysiciens nucléaires expérimentaux et leurs col-ligues".
- 2004 : Wick Haxton : "Pour ses contributions remarquables et son leadership scientifique dans le domaine de l'astrophysique des neutrinos, en particulier pour son succès dans la fusion de la théorie nucléaire avec des expériences et des observations en physique nucléaire et en astrophysique".
- 2005 : Stanford Woosley : "Pour ses contributions importantes et variées dans les domaines de l'évolution stellaire, de la synthèse des éléments, de la théorie de l'effondrement du noyau et des supernovae de type Ia, et de l'interprétation des sursauts gamma - notamment le modèle collapsar des sursauts gamma".
- 2006 : Alastair G.W. Cameron : "Pour son travail de pionnier dans le développement des concepts fondamentaux de l'astrophysique nucléaire. Ces idées de base, exposées il y a près de 50 ans, sont toujours à la base des recherches actuelles dans ce domaine".
- 2007 : James R. Wilson : "Pour ses travaux en astrophysique nucléaire et ses travaux numériques sur l'effondrement du cœur des supernovae, le transport des neutrinos et la propagation des chocs. Ses codes ont réactivé les chocs des supernovae, lancé la relativité numérique et les jets à entraînement magnétique".
- 2008 : Friedrich K. Thielemann : "Pour ses nombreuses contributions théoriques exceptionnelles à la compréhension de la nucléosynthèse, de l'évolution stellaire et des explosions stellaires à travers des applications à des objets individuels et à l'évolution chimique cosmique".
- 2009 : William David Arnett : "Pour son travail remarquable et fondamental sur la façon dont les réactions nucléaires façonnent l'évolution multidimensionnelle et partiellement hors d'équilibre des explosions d'étoiles et de supernova et leurs rendements en nouveaux isotopes".
- 2010 : Claus Rolfs : "Pour les contributions fondamentales à la détermination expérimentale des sections efficaces nucléaires dans les étoiles, y compris la première mesure directe de la réaction de fusion clé 3He dans des conditions solaires"
- 2011 : Christopher J. Pethick : "Pour des contributions fondamentales à la compréhension de la matière nucléaire à très haute densité, de la structure des étoiles à neutrons, de leur refroidissement, et des processus neutrinos et phénomènes astrophysiques associés".
- 2012 : Manuel Peimbert et Silvia Torres-Peimbert : "Pour un travail remarquable sur l'abondance primordiale de l'hélium ainsi que sur l'abondance d'autres éléments et leurs implications pour la cosmologie et pour l'évolution chimique des galaxies et des étoiles. Ce travail est fondamental en tant que test critique pour les théories cosmologiques et le contenu baryonique de l'Univers".
- 2013 : George M. Fuller : "Pour des contributions exceptionnelles à l'astrophysique nucléaire, en particulier ses travaux fondamentaux sur les faibles taux d'interaction pour l'évolution et l'effondrement des étoiles et ses recherches pionnières sur le mélange des saveurs de neutrinos dans les supernovae".
- 2014 : Karl Ludwig Kratz : "Pour son travail novateur et visionnaire visant à développer une image cohérente du processus r en employant de nouvelles techniques expérimentales pour étudier la désintégration des noyaux loin de la stabilité, en travaillant avec des observations d'astronomes, des modèles d'astrophysiciens et du nucléaire théoriciens et les analyses géochimiques des météorites".
- 2015 : James M. Lattimer : "Pour un travail théorique exceptionnel reliant les observations de supernovae et d'étoiles à neutrons avec l'émission de neutrinos et l'équation d'état de la matière au - delà de la densité nucléaire".
- 2016 : Vassiliki Kalogera : "Pour des contributions clés à l'étude du rayonnement des ondes électromagnétiques et gravitationnelles des objets compacts binaires, y compris la prédiction maintenant vérifiée que les fusions d'étoiles à neutrons produisent de courts sursauts gamma qui seront trouvés dans tous les types de galaxies".
- 2017 : Stuart L. Shapiro (en) : "Pour des contributions fondamentales et soutenues à la compréhension des processus physiques en astrophysique des objets compacts et à l'avancement de la relativité numérique".
- 2018 : Keith Olive : "Pour des contributions exceptionnelles dans un large éventail de domaines, notamment la physique nucléaire, la physique des particules, l'astrophysique théorique et observationnelle et la cosmologie, en particulier la nucléosynthèse du Big Bang et les propriétés de la matière noire".
- 2019 : Ken'ichi Nomoto : "Pour des contributions durables à notre compréhension de l'astrophysique nucléaire de l'univers, y compris l'évolution stellaire, la synthèse de nouveaux éléments, la théorie de l'effondrement du cœur et des supernovae thermonucléaires, et les sursauts gamma".
- 2020 : Fiona A. Harrison : "Pour un travail de pionnier dans la conception et l'exécution du premier télescope de focalisation dans le régime des rayons X à haute énergie, le satellite Nuclear Spectroscopic Telescope Array (NuSTAR) de la NASA. NuSTAR a permis des avancées majeures dans la compréhension des phénomènes dans les environnements les plus extrêmes de l'univers".

## Voir également
- Liste de prix de physique